# Garde nationale (Russie)
Pour les articles homonymes, voir Garde nationale.
 (novembre 2020).
Le Service fédéral des troupes de la garde nationale de la fédération de Russie (Rosgvardia) (en russe : Федеральная служба войск национальной гвардии Российской Федерации) est une force militaire interne du gouvernement russe créée le 5 avril 2016. 
La garde nationale est l'organe directeur central des troupes de la garde nationale de la fédération de Russie. Créée sur la base des troupes internes de Russie. 

## Historique

### Contexte
La première agence d'application de la loi militaire de Russie, Oprichnina est fondée par le TSAR Ivan le Terrible en 1565 avant d'être dissoute en 1584. Pendant longtemps, il n'existe pas de troupe intérieure dans le pays et ce n'est qu'à l'époque de l'Empire russe que des troupes de garnison apparaissent. Ces dernières deviennent la Garde intérieure en 1811. Cela marque l'apparition officielle des troupes de garnison internes du pays.  
Le 28 avril 1827 (10 mai dans le calendrier grégorien), le service est transformé en corps spécial de gendarmerie de l'armée impériale russe, qui passe plus tard sous le commandement du ministère de l'Intérieur de l'Empire russe. 
Après la révolution russe, le 13 avril 1917 (26 avril dans le calendrier grégorien), la gendarmerie est abolie. À la suite de la victoire des bolcheviks dans la guerre civile, la Garde rouge est réorganisée en garde du convoi du NKVD de l'URSS. Ce dernier est ensuite réformé en troupes intérieures de l'URSS. 
La dernière formation de ce type existant avant la création de la garde nationale correspond aux troupes internes de Russie, créées en 1992. Les troupes comprennent alors toutes les anciennes formations des troupes internes du ministère de l'Intérieur de l'URSS stationnées sur le territoire de la RSFSR.

### Création de la garde nationale

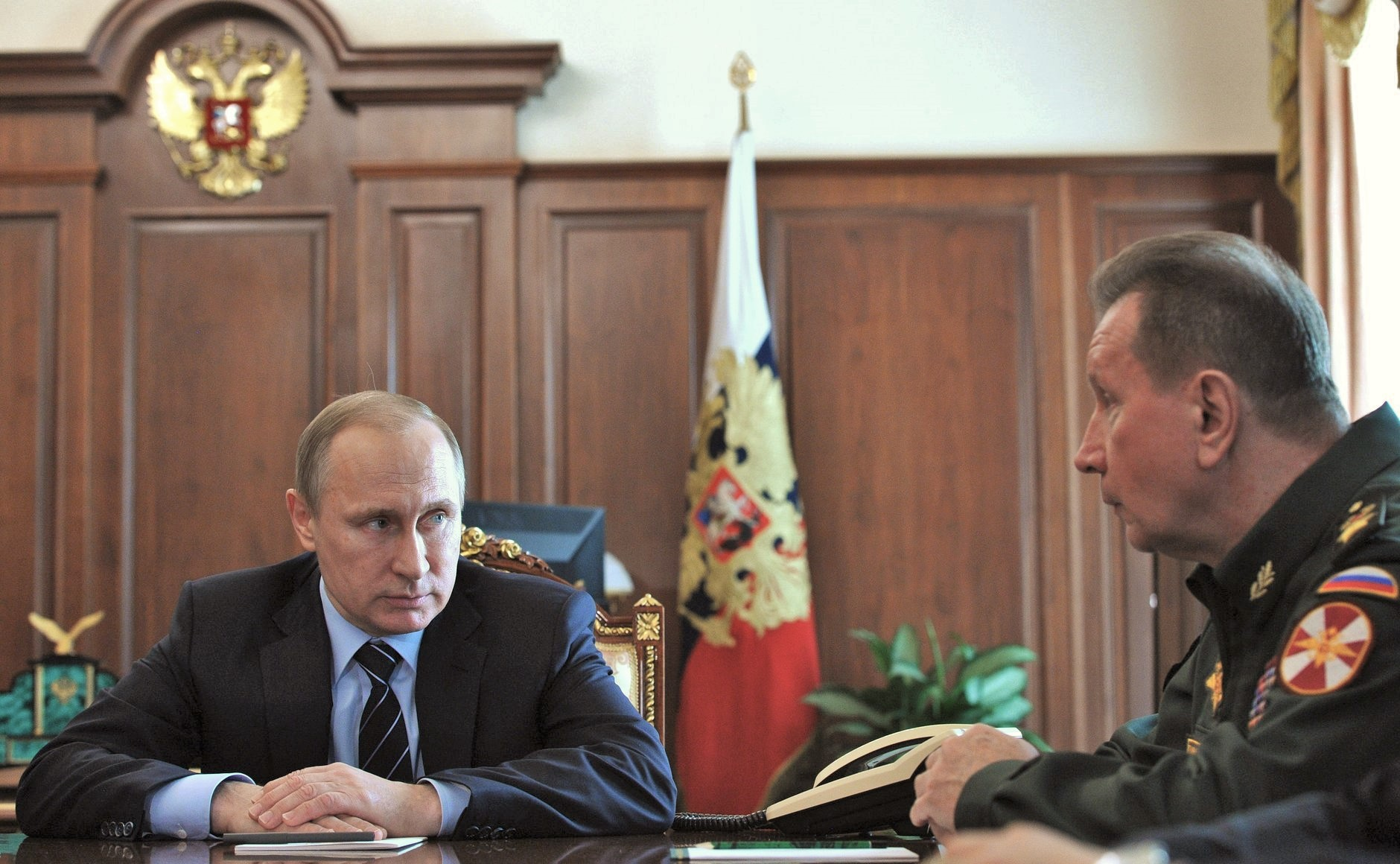
Vladimir Poutine et le général de l'armée Viktor Zolotov, 5 avril 2016.

Des projets de création d'une garde nationale, subordonnée au président, sont annoncés en 2012. La garde nationale est d'abord supposée assurer la sécurité du pays et protéger L'ordre constitutionnel. Elle mobilise les ressources du ministère de l'Intérieur de la Russie, en particulier les forces aéroportées, l'armée de l'air, la marine et la police militaire, ainsi que des unités du Ministère russe des situations d'urgence.

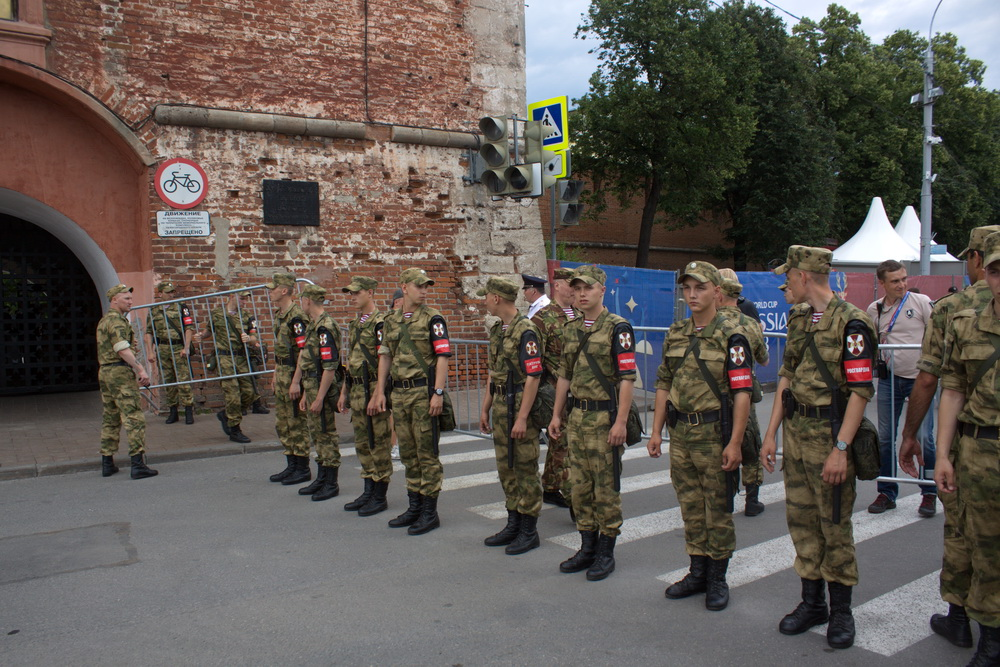
Nouveau camouflage pour les troupes de la garde nationale A-TACS. Nijni Novgorod, place de Minine et Pojarski.

Le 5 avril 2016, le président Vladimir Poutine annonce la création du Service fédéral des troupes de la garde nationale russe (Rosgvardia), ainsi que la réorganisation des troupes internes du ministère russe de l'Intérieur en troupes de la garde nationale de la fédération de Russie, dont les tâches principales devraient être la lutte contre le terrorisme et le crime organisé en contact étroit avec le ministère de l'Intérieur. 
Selon le discours officiel, la création de la garde nationale a lieu dans le cadre de la réforme visant à améliorer le travail des forces de l'ordre russes,,.
La garde nationale reprend les missions traditionnelles des anciennes Troupes de l’Intérieur auxquelles sont venues s’ajouter la lutte contre les nouvelles menaces telles que le terrorisme et la criminalité organisée. Elle remplit les missions suivantes :
- maintien de l’ordre et de la sécurité publique ;
- protection des objectifs nationaux d’intérêt vital ;
- lutte antiterroriste et contre l’extrémisme (hors missions du service fédéral de sécurité, FSB) ;
- protection des sites sensibles (nucléaires, etc.) et des moyens de communication gouvernementaux ;
- participation à la gestion de crise et à la défense opérationnelle du territoire ;
- opérations de contre-terrorisme (hors missions du FSB) ;
- coopération avec les gardes-frontières du FSB dans la protection des frontières de la fédération de Russie ;
- contrôle de l’armement (délivrance des autorisations de port) et des licences des sociétés de sécurité privée ;
- protection de personnalités (hors missions du FSO) ;
- protection des sites et moyens d’acheminement des matières énergétiques ;
- toute mission fixée par décision présidentielle, en accord avec la Constitution et les lois de la fédération de Russie. À ce titre, intervenant au profit du ministère de l’Intérieur (MVD), du FSB, du comité d’enquêtes (SK) ou de la procurature, la garde nationale est désormais responsable des missions de répression par la force des manifestations contestataires et de la dislocation, par tous moyens, des manifestations non autorisées, des interpellations des casseurs lors des manifestations, ainsi que de la neutralisation des provocateurs tout comme la sécurisation de zone.

Le président de la Russie est directement responsable des activités de la garde nationale. Le 14 avril 2016, lors d'une ligne directe, Vladimir Poutine explique la création de la garde nationale par la nécessité de placer un contrôle particulier sur le trafic d'armes dans le pays.
L'actuel directeur de la garde nationale est Viktor Zolotov.

### Organisation

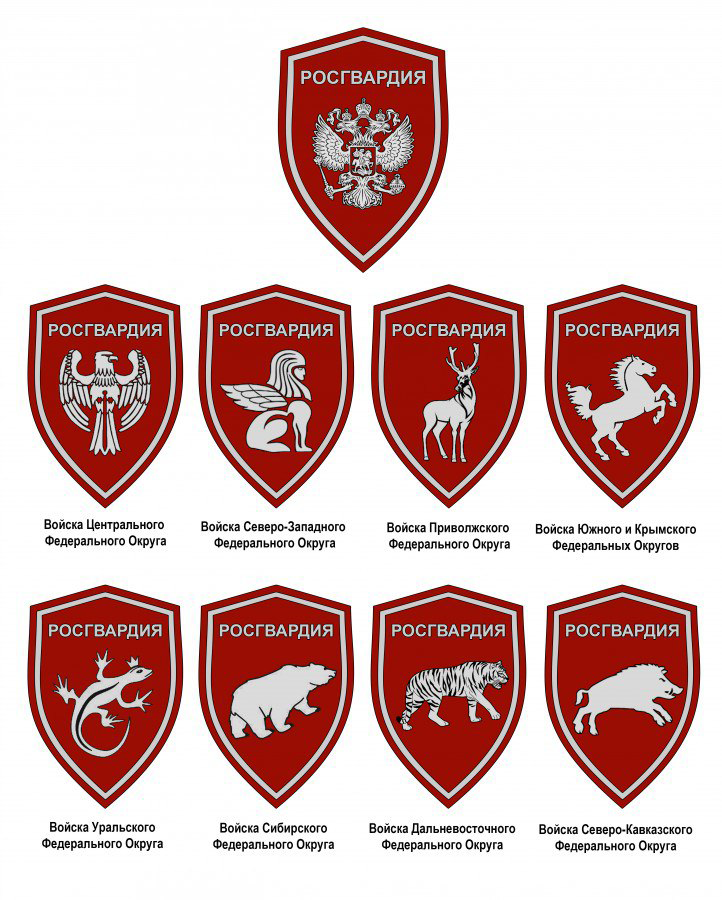
Patches d'épaules.

Elle est organisée en districts de la Garde nationale :
- Rosgvardia Orsha-Khingan, siège à Moscou,
- District du Nord-ouest, siège à St-Petersbourg,
- District du Nord Caucase, à Nijni Novgorod,
- District Sud, située à Rostov-sur-le-Don,
- District Est à Khabarovsk,
- Oural à Iekaterinbourg,
- Sibérien à Novossibirsk.

### Commandants
- 2014 : Viktor Zolotov,
- 2004-2014 : Nikolaï Rogojkin,

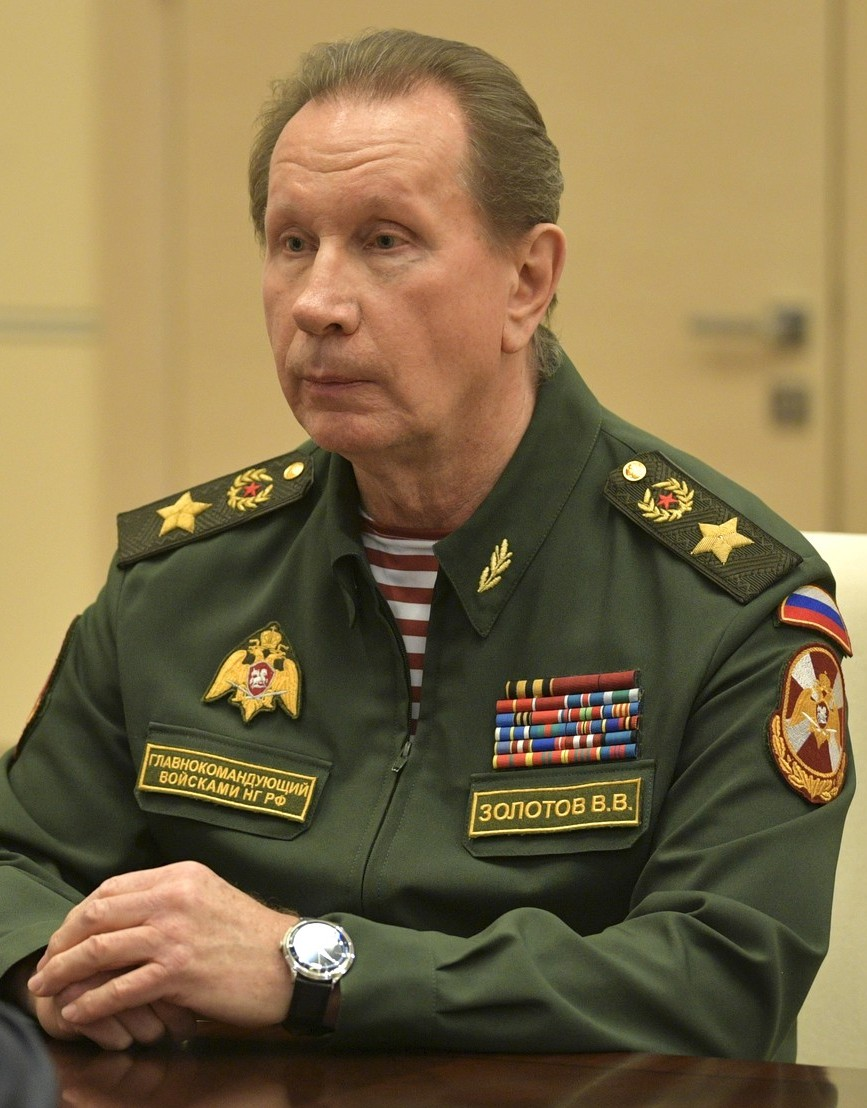
Viktor Zolotov avec la badge d'épaule de la Garde nationale.

- 2000—2004 : Viatcheslav Tikhomirov,
- 1999-2000 : Viatcheslav Ovtchinnikov,
- 1998-1999 : Maslov Tikhonovytch,
- 1997-1998 : Léonty Chevtsov,
- 1995-1997 : Anatoly Chkyrko,

### Occupation russe de l'Ukraine
La garde nationale est amenée à jouer un rôle important dans le cadre de l'invasion de l'Ukraine par la Russie en 2022, puisqu'elle se voit confier le maintien de l'ordre dans les diverses villes ukrainiennes occupées, notamment à Kherson où elle procède à l'arrestation de plusieurs centaines de manifestants protestant contre la présence militaire russe dans la ville.  
Elle est également utilisée quand l'emploi de conscrits est jugé inadapté à la difficulté d'une tâche. La garde nationale est déployée lors de la deuxième phase du conflit, afin de procéder à l'élimination de toute opposition dans le Donbass nouvellement conquis.

## Insignes

### Grades de garde nationale
Les grades sont attribués aux militaires des unités militaires et des formations de la garde nationale en service sous contrat et nommés aux postes de soldats, de sergents, ainsi qu'aux postes d'adjudants et d'officiers.
Officiers
| Code OTAN équivalent | OF-10            | OF-10            | OF-9                               | OF-9                               | OF-8                                | OF-8                                | OF-7                                   | OF-7                                   | OF-6                               | OF-6                               | OF-5                                | OF-5                                | OF-4                                | OF-4                                | OF-3                                | OF-3                                | OF-2                             | OF-2                             | OF-1                                     | OF-1                                     | OF-1                             | OF-1                             | OF-1                                      | OF-1                                      | OF(D)            | OF(D)            | OF(D)            | OF(D)            | OF(D)            | OF(D)            | OF(D)            | OF(D)            | OF(D)            | OF(D)            | OF(D)            | OF(D)            |
|                      |                  |                  | État-major du commandement suprême | État-major du commandement suprême | État-major du commandement suprême  | État-major du commandement suprême  | État-major du commandement suprême     | État-major du commandement suprême     | État-major du commandement suprême | État-major du commandement suprême | Personnel de commandement supérieur | Personnel de commandement supérieur | Personnel de commandement supérieur | Personnel de commandement supérieur | Personnel de commandement supérieur | Personnel de commandement supérieur | État-major de commandement moyen | État-major de commandement moyen | État-major de commandement moyen         | État-major de commandement moyen         | État-major de commandement moyen | État-major de commandement moyen | État-major de commandement moyen          |                                           |                  |                  |                  |                  |                  |                  |                  |                  |                  |                  |                  |                  |
| -------------------- | ---------------- | ---------------- | ---------------------------------- | ---------------------------------- | ----------------------------------- | ----------------------------------- | -------------------------------------- | -------------------------------------- | ---------------------------------- | ---------------------------------- | ----------------------------------- | ----------------------------------- | ----------------------------------- | ----------------------------------- | ----------------------------------- | ----------------------------------- | -------------------------------- | -------------------------------- | ---------------------------------------- | ---------------------------------------- | -------------------------------- | -------------------------------- | ----------------------------------------- | ----------------------------------------- | ---------------- | ---------------- | ---------------- | ---------------- | ---------------- | ---------------- | ---------------- | ---------------- | ---------------- | ---------------- | ---------------- | ---------------- |
| Russie               | pas d'équivalent | pas d'équivalent | Général de l'armée                 | Général de l'armée                 | Colonel général                     | Colonel général                     | Lieutenant général                     | Lieutenant général                     | Major général                      | Major général                      | Colonel                             | Colonel                             | Major                               | Major                               |                                     |                                     |                                  |                                  |                                          |                                          |                                  |                                  |                                           |                                           | pas d'équivalent | pas d'équivalent | pas d'équivalent | pas d'équivalent | pas d'équivalent | pas d'équivalent | pas d'équivalent | pas d'équivalent | pas d'équivalent | pas d'équivalent | pas d'équivalent | pas d'équivalent |
| Russie               | pas d'équivalent | pas d'équivalent | Général d'armée (Генерал армии)    | Général d'armée (Генерал армии)    | Colonel général (Генера́л-полко́вник) | Colonel général (Генера́л-полко́вник) | Lieutenant général (Генера́л-лейтена́нт) | Lieutenant général (Генера́л-лейтена́нт) | Major général (Генера́л-майо́р)      | Major général (Генера́л-майо́р)      | Colonel (Полко́вник)                 | Colonel (Полко́вник)                 | Lieutenant colonel (Подполко́вник)   | Lieutenant colonel (Подполко́вник)   | Major (Майо́р)                       | Major (Майо́р)                       | Capitaine (Капита́н)              | Capitaine (Капита́н)              | Lieutenant principal (Старший лейтенант) | Lieutenant principal (Старший лейтенант) | Lieutenant (Лейтенант)           | Lieutenant (Лейтенант)           | Lieutenant subalterne (Младший лейтенант) | Lieutenant subalterne (Младший лейтенант) | pas d'équivalent | pas d'équivalent | pas d'équivalent | pas d'équivalent | pas d'équivalent | pas d'équivalent | pas d'équivalent | pas d'équivalent | pas d'équivalent | pas d'équivalent | pas d'équivalent | pas d'équivalent |

Enrôlé
| Russie |                                        |                           |                      |                      | pas d'équivalent | pas d'équivalent |                                |                                |                   |                   |                                |                                | pas d'équivalent | pas d'équivalent |                     |                     |                  |                  |                  |
| Russie | Praporchtchik-chef (Старший прапорщик) | Praporchtchik (Прапорщик) | Starchina (Старшина) | Starchina (Старшина) | pas d'équivalent | pas d'équivalent | Sergent-chef (Старший сержант) | Sergent-chef (Старший сержант) | Sergent (Сержант) | Sergent (Сержант) | Sous-sergent (Младший сержант) | Sous-sergent (Младший сержант) | pas d'équivalent | pas d'équivalent | Appointé (Ефрейтор) | Appointé (Ефрейтор) | Soldat (Рядовой) | Soldat (Рядовой) | Soldat (Рядовой) |